# The Eye (película de 2008)
The Eye (en España y Venezuela Visiones; en Argentina El ojo; en Colombia y México El ojo del mal) es una película de terror estadounidense de 2008 basada en la original producida en Hong Kong de los Hermanos Pang Gin gwai (El ojo en español; 見鬼 en chino tradicional).

## Argumento
Sidney Wells (Jessica Alba) es una reconocida violinista que vive en Los Ángeles y es ciega desde su niñez. Con el objetivo de solucionar este inconveniente la protagonista se somete a un trasplante de córneas y es el neurólogo Dr. Paul Faulkner (Alessandro Nivola) el que queda a cargo de su rehabilitación, puesto que tras 20 años sin poder ver, su vida diaria se vuelve cada vez más difícil. También su hermana mayor, Helen (Parker Posey), será un apoyo fundamental.
Luego de la operación comienza a sufrir problemas inexplicables y extraños. Imágenes sin sentido aparecen en su vida, y Sidney está convencida de que lo que ve es real. Pero su familia y el doctor que la asiste creen que son imágenes normales del postoperatorio de una cirugía de este tipo. Sidney opina lo contrario. Poco tiempo después de la cirugía, busca quién fue su donante. Consigue la información: la donante es Ana Cristina (Fernanda Romero) de México. Paul la acompaña a ir a un pueblo cerca de la frontera; donde se encuentra la madre de Ana Cristina. Mientras hablaban, la madre sufre un infarto y Sidney se ofrece a quedarse en la casa. Al llegar al cuarto de Ana tiene unas visiones en las cuales Ana, corre hacia la fábrica donde trabaja su madre para advertir a todos acerca de un incendio pero nadie le hace caso. A la siguiente escena se ve la fábrica incendiándose y la gente tratando de entrar, pero Ana, está decidida a buscar a su madre entre todos. 
De repente, Sidney se despierta durmiendo en la cama. Se da cuenta de que alguien ha ido hacia el sótano de la casa, ella sigue a esta persona y al bajar, mira a Ana nerviosa y amarrando un cable. Sidney, asustada, ve a Ana colgarse y por inercia corre a salvarla. Para cuando ella cae, Sidney la agarra y Ana le dice que sólo trató de salvar a la gente de la fábrica, por lo que siempre le acusaban de bruja. Paul la ve y mientras se van le dice que la madre de Ana ha muerto. Cuando llegan a la frontera de Estados Unidos, ven que hubo una persecución por lo que se quedaron atascados. Sidney baja del auto y ve a una niña en un remolque por la ventana. Esta se asusta porque, en sus visiones veía a la niña dentro del remolque gritando en un incendio. Sidney se da cuenta de que Ana nunca le pidió ayuda por ella, sino por la gente que iba a morir debido a que el auto perseguido iba a chocar contra un camión de gas. Gracias a sus avisos, toda la gente logra sobrevivir, pero al tratar de salvar a la niña del remolque, la explosión logra llegar a su cara. En la siguiente escena, Sidney ve borroso en el hospital, donde la operarían. Tiempo después, se ve a Sidney tocando violín en un concierto y reflexionado acerca de lo pasado. Cuando se vuelve hacia el público, se aprecia a Sidney ciega de nuevo, debido a que la explosión le había dañado los ojos.

## Reparto
- Jessica Alba como Sidney Wells
- Parker Posey como Hellen Wells
- Fernanda Romero como Ana Cristina
- Alessandro Nivola como Dr. Paul Faulker
- Chloe Grace Moretz como Alicia
- Rachel Ticotin como Rosa Martinez